# Behind Enemy Lines: Colombia
Behind Enemy Lines: Colombia is een Amerikaanse oorlogsfilm uit 2009, geregisseerd door Tim Matheson en met in de hoofdrol Joe Manganiello. Het is het derde deel in de Behind Enemy Lines-filmserie.

## Verhaal
De Navy SEALs, worden naar het hart van de Colombiaanse jungle gestuurd voor een observatiemissie. Vervolgens komen ze een terroristische groepering tegen die verantwoordelijk is voor de misdaden van veel Colombiaanse functionarissen. In de steek gelaten door hun regering, die hen de schuld geeft van deze misdaden, besluiten de SEALs hun eer te wreken door de terroristen te vinden.

## Rolverdeling
| Acteur           | Personage                              |
| ---------------- | -------------------------------------- |
| Joe Manganiello  | luitenant Sean Macklin                 |
| Mr. Kennedy      | hoofdonderofficier Carter Holter       |
| Channon Roe      | onderofficier Kevin Derricks           |
| Yancey Arias     | Alvaro Cardona                         |
| Chris J. Johnson | onderofficier 3e klasse Steve Gaines   |
| Antony Matos     | onderofficier 2e klasse Greg Armstrong |
| Jennice Fuentes  | Nicole Jenkins                         |
| Keith David      | commandant Scott Boytano               |
| Steven Bauer     | generaal Manuel Valez                  |
| Tim Matheson     | Carl Dobb                              |

## Productie
De film speelt zich af in Colombia, maar is opgenomen in Puerto Rico. Hoewel Mr. Kennedy op de dvd-hoes voorkomt, is hij niet de hoofdpersoon in de film.